# Ивайло Яначков
Ивайло Емилов Яначков е български професионален футболист, вратар, състезател на Локомотив (София).

## Спортна биография
Юноша е на школата на ПФК Левски (София). През годините се е състезавал с екипите на ПФК Рилски спортист (Самоков), ПФК Чавдар (Етрополе), на който е капитан в най-силните години на клуба в Б група, ПФК Монтана (Монтана) и ФК Ботев (Враца).
През пролетта на 2013 година интерес към него има от елитните ПФК Славия (София), ПФК Миньор (Перник) и ПФК Локомотив (София), но до договор не се стига.
Разтрогва договора си с ФК Ботев (Враца) през есента на 2013 г., след което опитва да си уреди отбор от чуждо първенство. Преговорите пропадат и от февруари 2014 става състезател на Сливнишки герой.